# 卢卡·利波希诺维奇
卢卡·利波希诺维奇（1933年5月12日—1992年9月26日），克罗地亚男子足球运动员，司职前锋。他曾代表南斯拉夫国奥队参加1956年夏季奥林匹克运动会足球比赛，获得一枚银牌。